# El Mostapha El Attar
El Mostapha El Attar (en arabe : المصطفى العطار) est une personnalité politique marocaine, né en 1955, à Oulad Saïd. Il est l'actuel gouverneur de la province de Nador.
Licencié, d'abord, en sciences juridiques, El Mostapha El Attar commence sa carrière de grand commis de l'État en 1978, année où il rejoint le ministère de l'Intérieur, dans le cadre de son service civil. Puis, au début de 1980, il intègre l'École de perfectionnement des cadres, à Kénitra.
Après son diplôme, en 1982, il est désigné caïd de la préfecture des arrondissements de Ben M'sick-Sidi Othmane. 
Par la suite, promu chef de cabinet du gouverneur de cette même préfecture, il devient, en 1994, secrétaire général de la province de Berkane.
Dès 2001, il occupe le même poste de secrétaire général, mais, cette fois-ci, dans la province de Béni Mellal.
Enfin, en 2005, le roi Mohammed VI le nomme gouverneur de la préfecture des arrondissements de Moulay Rachid.
Il est, depuis 2012, gouverneur de la province de Nador.